# Vors
Ancienne commune de l'Aveyron, la commune de Vors a existé de 1837 à 1973.
Elle a été créée en 1837 par la fusion des communes de Lax, de Vors-de-Calmont et de Vors-de-Rodez. En 1973, elle a fusionné avec la commune de Carcenac-Peyralès pour former la nouvelle commune de Baraqueville.
Un aqueduc romain amenait l'eau des environs vers la ville de Rodez. Un monument marque son emplacement au sud du village.
La commune avait une superficie de 17,04 km2.

## Représentations artistiques

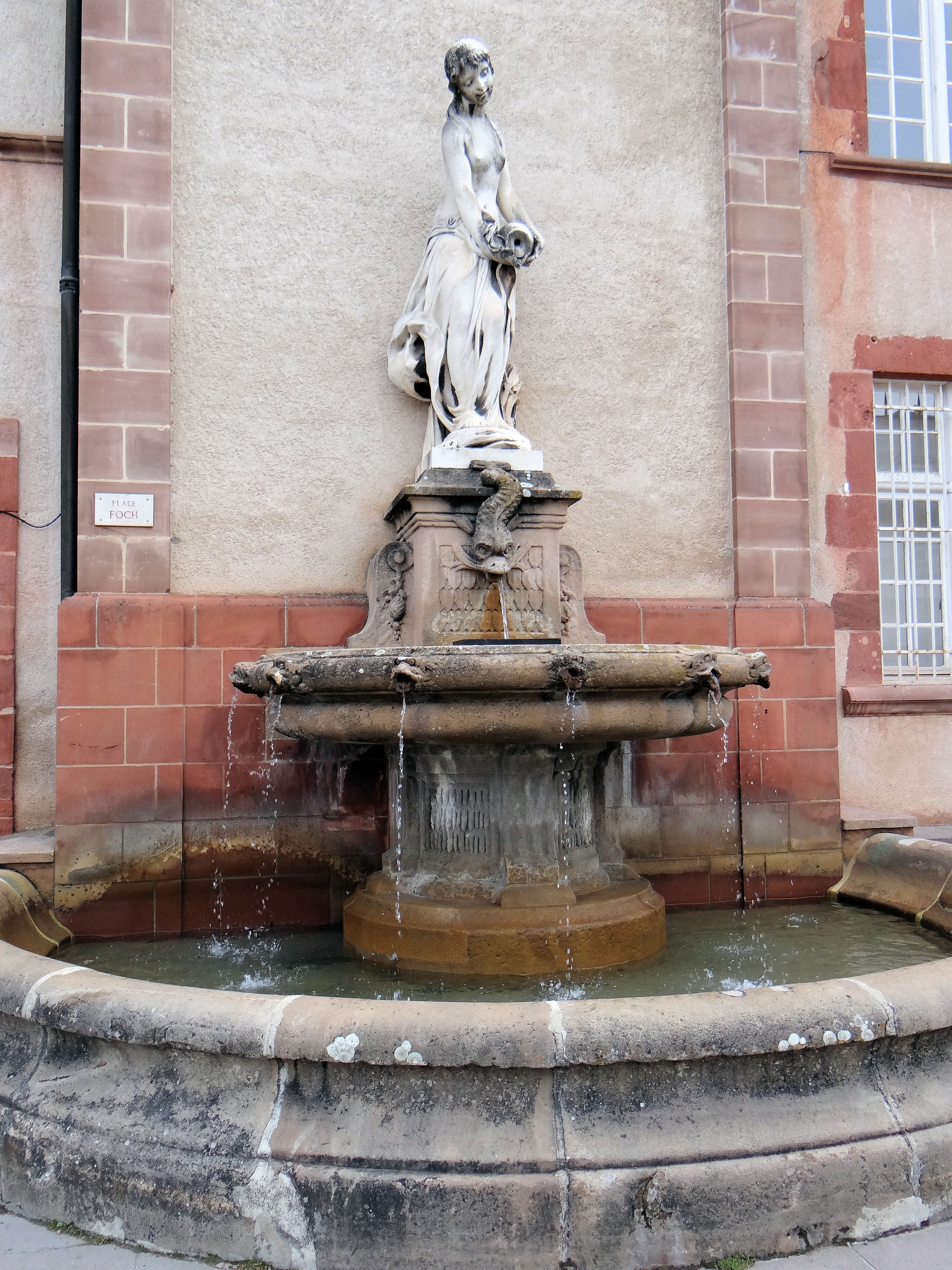
Denys Puech, Naïade de Vors, 1882, Rodez.

- La Naïade de Vors (Denys Puech)